# Friends with Money
Friends with Money (bra: Amigas com Dinheiro; prt: Amigos com Dinheiro) é um filme estadunidense de 2006, dos gêneros drama, romance e comédia, roteirizado e dirigido por Nicole Holofcener.
O filme, que abriu a edição de 2006 do Festival Sundance de Cinema, foi o terceiro em que a diretora Holofcener e a atriz Catherine Keener trabalham juntas. Os outros trabalhos foram Walking and Talking, de 1996, e Lovely & Amazing, de 2001.
O filme recebeu críticas positivas dos críticos. Rotten Tomatoes informou que 72% dos críticos deram ao filme uma análise positiva, com base em 152 avaliações, com uma classificação média de 6.6/10. O consenso crítico do site diz: "Fortes performances de liderança, diálogos engenhosos e observações irônicas cimentam Friends With Money como outro drama da escritora/diretora Nicole Holofcener". Metacritic relatou que o filme teve uma pontuação média de 68 em 100, com base em 38 avaliações. McDormand ganhou o prêmio de Melhor Prémio Feminino no Independent Spirit Awards.

## Sinopse
Frannie (Joan Cusack), Jane (Frances McDormand), Olivia (Jennifer Aniston) e Christine (Catherine Keener) são amigas desde que se tornaram adultas. Frannie, Jane e Christine vivem em uma situação financeira melhor, que lhes possibilita viver com um maior conforto. Já Olivia enfrenta problemas com dinheiro, parecendo ser incapaz de conseguir estabilidade em um emprego e até mesmo em seus relacionamentos. A amizade faz com que as quatro sempre andem juntas, com Olivia evitando ao máximo o assunto dinheiro e às vezes até mesmo aceitando a generosidade das amigas. A diferença de estilo de vida entre elas se torna ainda maior quando Olivia deixa seu emprego de professora e passa a limpar casas como meio de sobrevivência.

## Elenco
- Jennifer Aniston como Olivia
- Catherine Keener como Christine
- Frances McDormand como Jane
- Joan Cusack como Franny
- Jason Isaacs como David
- Scott Caan como Mike
- Simon McBurney como Aaron
- Greg Germann como Matt
- Marin Hinkle como Maya
- Timm Sharp como Richard
- Jake Cherry como Wyatt
- Ty Burrell como outro Aaron
- Bob Stephenson como Marty